# 郡山自動車学校
株式会社郡山自動車学校（こおりやまじどうしゃがっこう）は、福島県郡山市にある福島県公安委員会指定自動車教習所と都道府県労働局長登録教習機関を運営する企業である。すぐ隣にはグループ校の郡山産業機械講習所がある。
かつては、トムというイメージキャラクターがおり、テレビCMや広告などに出演していた。

## 取得できる免許
- 中型自動車
- 普通自動車第一種・第二種
- 大型特殊自動車
- 大型自動二輪車
- 普通自動二輪車

## 学校付近
- 郡山重機
- アサカ理研
- ホテル亜想呼
- 南湖建設機械講習所郡山講習センター（桜交通・南湖自動車学校グループ）

## アクセス
- 郡山駅（JR東日本）からスクールバスで10分